# Ore 10: calma piatta
Ore 10: calma piatta (Dead Calm) è un film del 1989 diretto da Phillip Noyce e interpretato da Nicole Kidman, Sam Neill e Billy Zane.
È tratto dal romanzo Punto morto (1963) di Charles Williams.

## Trama
John Ingram, comandante della marina australiana, e la moglie Rae, sconvolti dalla morte del figlio in seguito a un incidente stradale, decidono di compiere un viaggio nel Pacifico sulla loro barca a vela, con la sola compagnia del loro cane. Durante una giornata di "calma piatta", la coppia individua una goletta immobile, che non risponde al contatto radio e che sembra imbarcare acqua. Dall'imbarcazione si stacca una scialuppa e vengono raggiunti da un giovane, Hughie Wariner, il quale racconta che tutti i suoi compagni di viaggio sono morti per aver ingerito dei cibi avariati. John, non fidandosi del naufrago, decide di raggiungere la goletta dove fa una macabra scoperta: le persone a bordo sono state uccise da Hughie, in realtà un criminale psicopatico. Mentre John è ancora lontano dalla barca, Hughie riesce a uscire dalla cabina dove era stato rinchiuso e fugge con Rae, lasciando John al largo.
John tenta di raggiungere la barca ma non ci riesce, quindi torna sulla goletta, sabotata e a rischio di affondare, la rimette provvisoriamente in condizione di navigare e parte all'inseguimento. Rae tenta di convincere Hughie a tornare per salvare John ma Hughie rifiuta, alternando con la donna attacchi di rabbia a momenti di gentilezza. Rae tenta di spegnere il motore e buttare le chiavi della barca in acqua, ma vengono recuperate dal cane. Rae cerca di prendere contatto con John tramite un ricevitore, ma questo non risponde, poiché la barca è piena d'acqua e le apparecchiature guaste.
Rae cerca allora di guadagnarsi la fiducia di Hughie, seducendolo, e mentre sono sul punto di consumare un rapporto sessuale riesce ad allontanarsi e a prendere un fucile, ma Hughie quasi la scopre. Dopo essersi concessa, Rae gli prepara una limonata mischiata a dei sedativi. Appena Hughie la beve, Rae riprende il fucile per affrontarlo ma Hughie dopo una colluttazione riesce a neutralizzarla nuovamente. Rae si arma questa volta di un fucile subacqueo e dopo aver sparato una freccia contro la porta chiusa e aver visto del sangue, crede di aver assassinato Hughie: ma quel sangue non è di Hughie, bensì del cane. Hughie esce improvvisamente da un nascondiglio e tenta di strangolare Rae, ma perde i sensi per via dei sedativi. Rae lo lega e si rimette in azione per salvare John. Hughie riesce però a slegarsi grazie ad un frammento di specchio ma a quel punto Rae prima lo stordisce colpendolo ripetutamente, poi lo scarica su una scialuppa, che abbandona in mare aperto.
Nel frattempo la barca di John sta affondando e lui rimane bloccato sotto coperta. Cerca disperatamente di ritardare di andare a picco azionando manualmente una pompa idrovora e rimanendo in vita grazie ad un tubo che gli permette di respirare l'aria esterna. Vedendo un pesce, capisce che c'è un'apertura nello scafo e attraverso questa riesce ad uscire e mettersi in salvo. Dopo aver costruito una piccola zattera per mettersi in salvo, brucia il relitto prima che si inabissi, sperando di segnalare la  propria posizione. Rae effettivamente lo intercetta e riesce finalmente a raggiungerlo nel cuore della notte.
Il giorno seguente, dopo aver ritrovato la scialuppa di Hughie stranamente vuota, Rae si sta rilassando a prua, prendendo il sole e facendosi lavare i capelli dal marito ma, avendo gli occhi chiusi, non si accorge che ad aver preso il posto di John, è Hughie, che tenta di strangolarla. John, che era andato sotto coperta a preparare la colazione, risalendo e vedendo l'aggressione lancia un razzo contro Hughie, colpendolo in pieno volto e uccidendolo.

## La versione di Welles
Orson Welles tentò di portare sullo schermo il soggetto di Charles Williams, con il titolo The Deep, ambientando le riprese in Jugoslavia tra il 1966 e il 1969 e avvalendosi di attori quali Oja Kodar, Jeanne Moreau, Michael Bryant e Laurence Harvey. Per problemi di post-produzione, il film non è mai stato finito e il negativo originale è andato perduto. Alcune scene del film sono presenti in Orson Welles: One-Man Band (1995).

## Riconoscimenti
- 1991 - Saturn Award
  - Nomination Miglior attrice protagonista a Nicole Kidman
- 1989 - AACTA Award
  - Miglior colonna sonora originale a Graeme Revell
  - Miglior sonoro a Ben Osmo, Lee Smith e Roger Savage
  - Miglior montaggio a Richard Francis-Bruce
  - Miglior fotografia a Dean Semler
  - Nomination Miglior film a Terry Hayes, Doug Mitchell e George Miller
  - Nomination Miglior regia a Phillip Noyce
  - Nomination Miglior sceneggiatura non originale a Terry Hayes
  - Nomination Miglior scenografia a Graham 'Grace' Walker
- 1989 - Chicago Film Critics Association Award
  - Nomination Miglior performance rivelazione a Billy Zane
- 1990 - Golden Reel Award
  - Miglior montaggio sonoro in un film straniero